# Макроліт

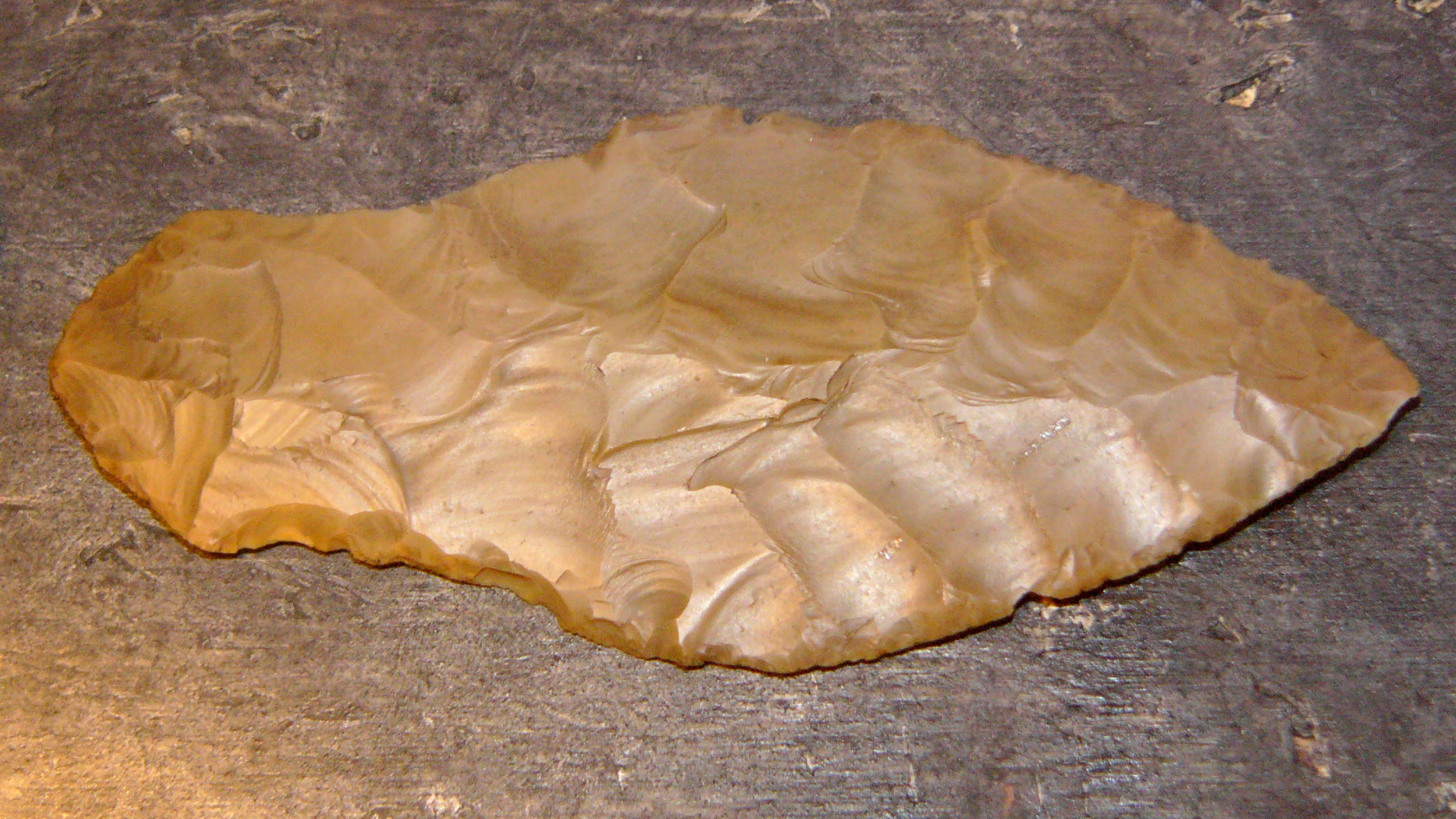
Крем'яний ніж

Макролі́ти (від грецьк. makros — великий і lithos — камінь) — масивні кам'яні знаряддя. Були поширені в епоху палеоліту, коли люди, архантропи та неандертальці ще не вміли обробляти та використовувати невеликі шматочки каменю. Головним недоліком макролітів було вкрай неекономне використання сировини. З появою людей сучасного типу макроліти зникли, але знову з'явилися у мезоліті вже як масивний інструмент для обробки дерева — сокири.